# Област Хигашикамо
Област Хигашикамо (јап. 東加茂郡; Higashikamo-gun) је рурална област која се налази у централном делу префектуре Аичи, Јапан. Цела област је сада део града Тојота. 
Задњи демографко-географски подаци су из 2004. године непосредно пре укидања области. У области Хигашикамо живело је 16.703 становника, а густину насељености је била 43,84 становника по км². Укупна површина области је 381,06 км².

## Историја
Област Камо (加 茂 郡) био је једна од древних области провинције Шинано, али је пребачена у провинцију Микава током Сенгоку периода. У катастарским реформи раног Меиџи периода, 22. јула 1878. године, Камо Дистрикт је подељена на област Хигашикамо и област Нишикамо у Аичи префектури. Са организацијом општина 1. октобра 1889, област Хигашикамо је подељена на 18 села.
- Село Асуке је добило статус вароши 17. децембра 1890, и два нова села су настала у 1889. и 1890. У оквиру консолидације, преостали број села је смањен са 19 на шест у 1906.
- 1. априла 1955, три преостала села (Мориока, Камо, и Аро) су припојенау варош  Асуке, а ново село (Асахи) је створено кроз раније прилагођавање границе са деловима Сано у области Ена, Префектура Гифу.
- 1. новембра 1961. године, село Мацудаира добила је статус вароши, а затим и Асахи.
- Град Мацудаира је спојен  град Коромо 1. априла 1967. године.
- 1. октобра 2003. године, варош Инабу је прешао из области Киташитара у област Хигашикамо, остављајући област са две вароши и једно село.

Као резултат општинских спајања и укдања у Јапану, 1. априла 2005. године, у варошима Асуке, Асахи и Инабу, и село Шимојама, заједно са варошицом Фуџиока, и село  Обара (оба из области Нишикамо), били су спојени у проширени град Тојота, а област Хигашикама је укинута.